# Narajty
Narajty (deutsch Nareythen) ist ein Dorf in der polnischen Woiwodschaft Ermland-Masuren. Es gehört zur Gmina Pasym (Stadt-und-Land-Gemeinde Passenheim) im Powiat Szczycieński (Kreis Ortelsburg).

## Geographische Lage
Narajty liegt in der südlichen Mitte der Woiwodschaft Ermland-Masuren, 14 Kilometer westlich der Kreisstadt Szczytno (deutsch Ortelsburg).

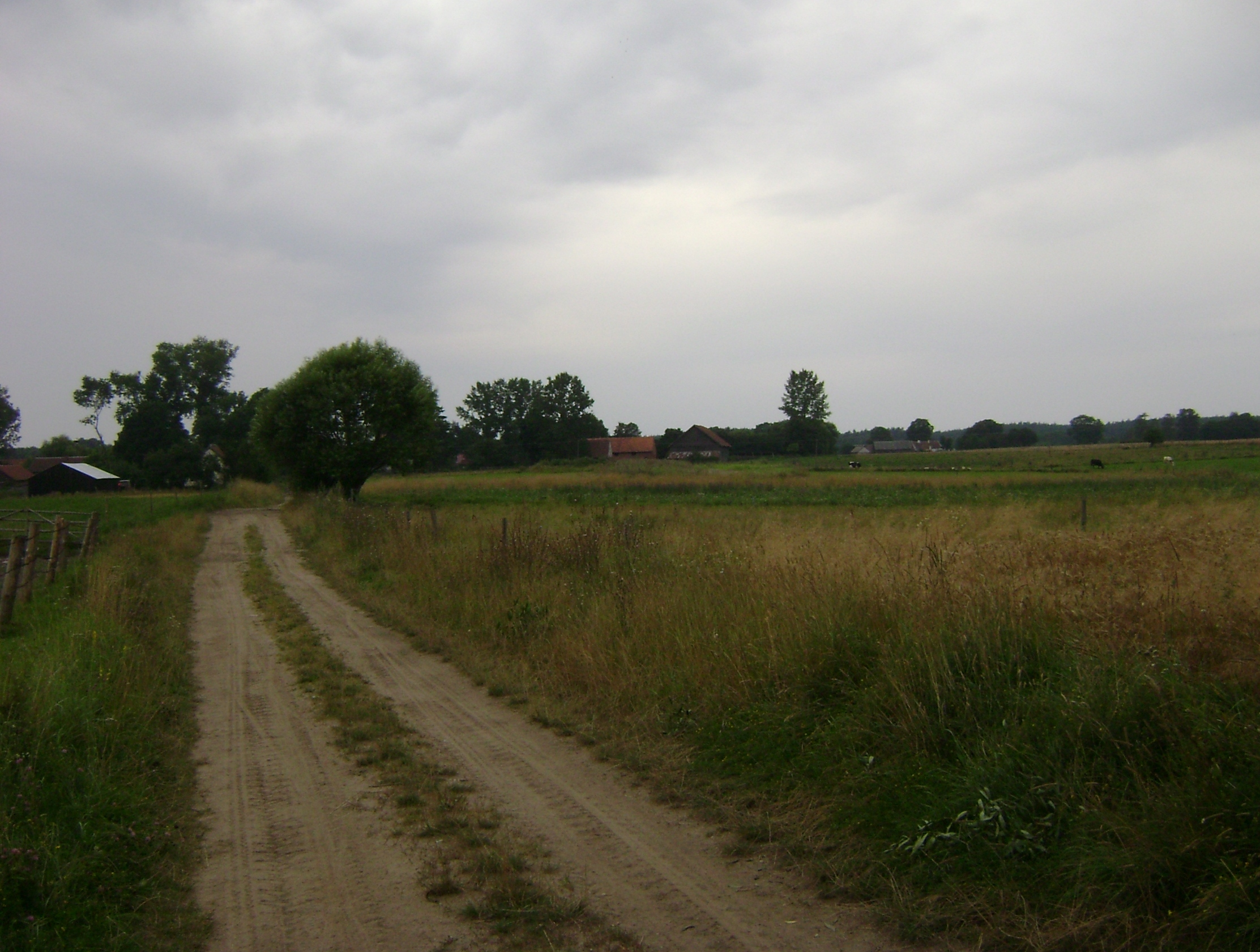
Weg nach Narajty

## Geschichte

### Ortsgeschichte
Die Gründungshandfeste für das damals Nartty und nach 1871 Narraythen genannte Dorf stammte aus dem Jahre 1384. Der Hochmeister Konrad Zöllner von Rotenstein hatte sie am 7. Juni jenes Jahres ausgestellt. Eine neue Handfeste stellte der Hochmeister Paul von Rußdorf am 23. Januar 1429 aus.
Am 16. Juli 1874 wurde Nareythen Amtsdorf und damit namensgebend für einen Amtsbezirk, der bis 1945 bestand und zum Kreis Ortelsburg im Regierungsbezirk Königsberg in der preußischen Provinz Ostpreußen gehörte.
Im Jahre 1910 waren in Nareythen 241 Einwohner gemeldet. Ihre Zahl belief sich 1933 auf 233 und 1939 auf 258.
In Kriegsfolge wurde 1945 das gesamte südliche Ostpreußen und mit ihm Nareythen an Polen überstellt. Das Dorf erhielt die polnische Namensform „Narajty“ und ist heute mit dem Sitz eines Schulzenamtes (polnisch Sołectwo) eine Ortschaft im Verbund der Stadt-und-Land-Gemeinde Pasym (Passenheim) im Powiat Szczycieński (Kreis Ortelsburg), bis 1998 der Woiwodschaft Olsztyn, seither der Woiwodschaft Ermland-Masuren zugehörig. Im Jahre 2011 zählte Narajty 137 Einwohner.

### Amtsbezirk Nareythen (1874–1945)

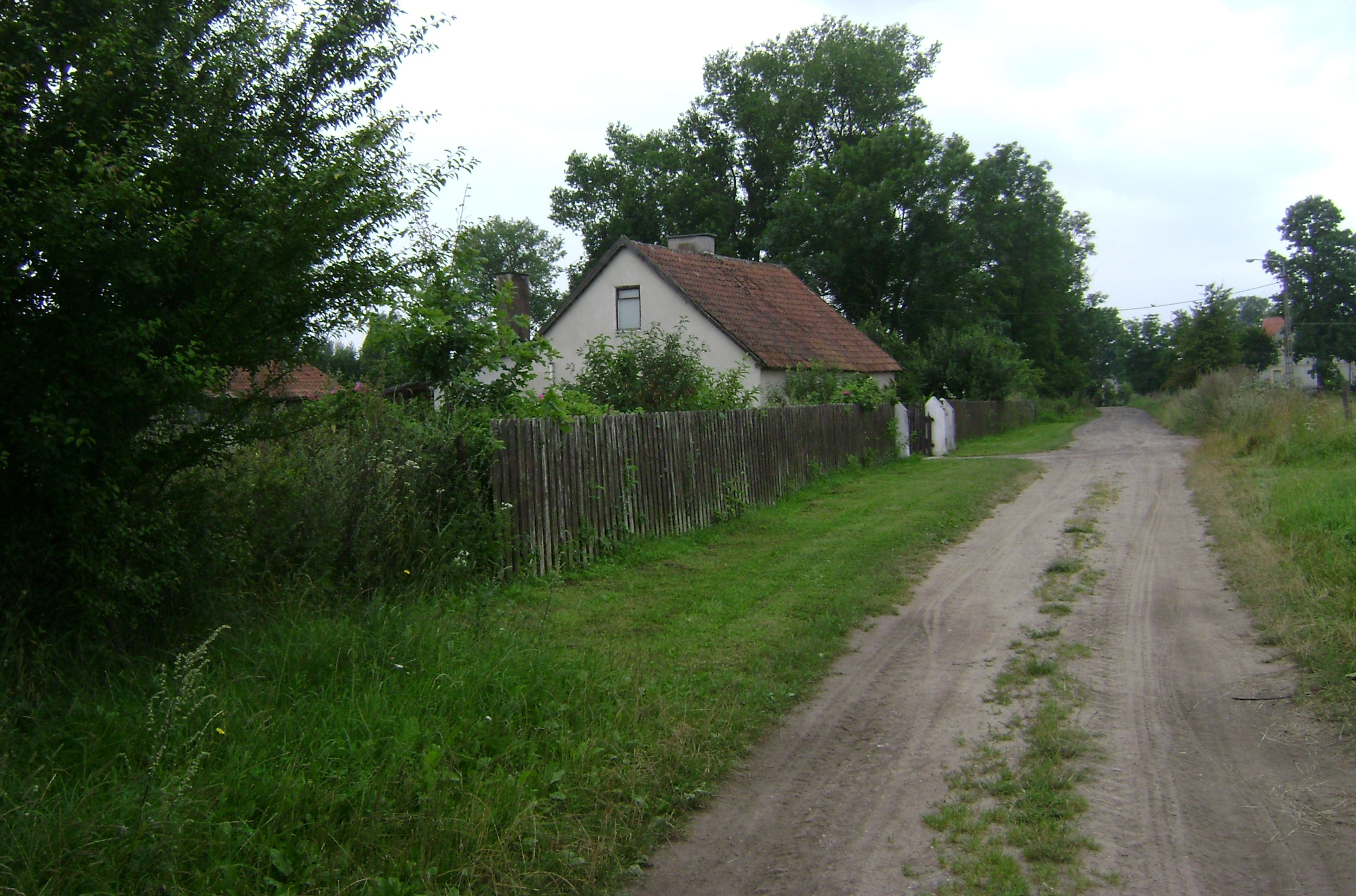
Weg im Dorf

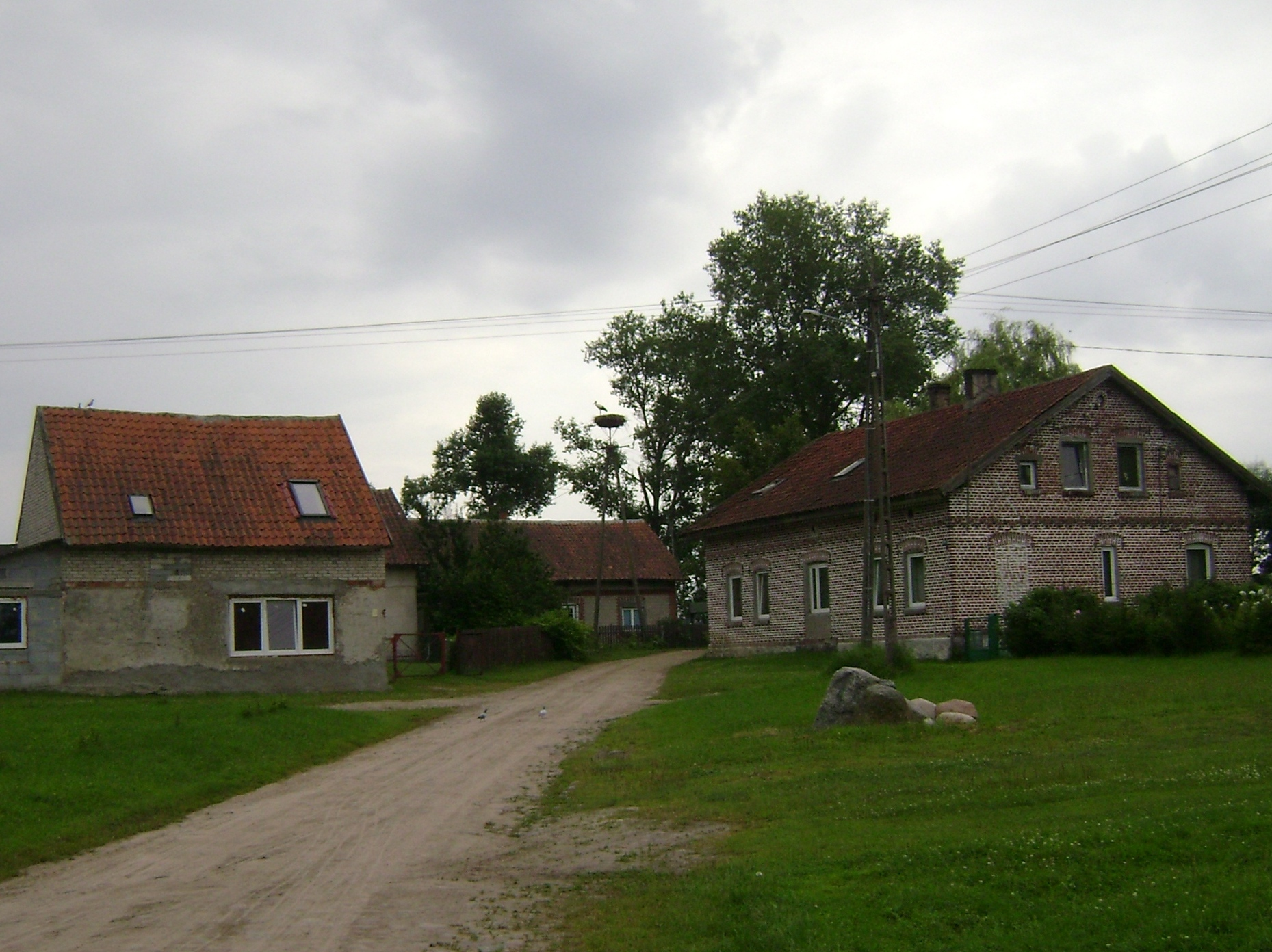
Wohnhäuser in Narajty

Dem Amtsbezirk Nareythen waren anfangs neun Dörfer eingegliedert. Ihre Zahl verringerte sich am Ende auf sieben:
| Deutscher Name    | Polnischer Name | Anmerkungen |
| ----------------- | --------------- | --- |
| Adlig Waplitz     | Waplewo         | 1881 mit Königlich Waplitz zu Waplitz zusammengeschlossen                                                            |
| Davidshof         | Jęcznik         | 1881 in den Amtsbezirk Korpellen ausgegliedert, 1928 in die Gemeinde Ulonskofen im Amtsbezirk Korpellen umgegliedert |
| Georgensguth      | Jurgi           | |
| Grammen           | Grom            | |
| Königlich Waplitz | Waplewo         | 1881 mit Adlig Waplitz zu Waplitz zusammengeschlossen                                                                |
| Lehlesken         | Leleszki        | |
| Nareythen         | Narajty         | |
| Schützendorf      | Dybowo          | |
| Schwirgstein      | Dźwiersztyny    | |

Am 1. Januar 1945 gehörten zum Amtsbezirk Nareythen: Georgensguth, Grammen, Lehlesken, Nareythen, Schützendorf, Schwirgstein und Waplitz.

## Kirche
Bis 1945 war Nareythen in die evangelische Kirche Passenheim in der Kirchenprovinz Ostpreußen der Kirche der Altpreußischen Union, außerdem in die dortige römisch-katholische Kirche im Bistum Ermland eingepfarrt.
Heute gehört Narajty in Bezug auf beide Konfessionen zu der nun „Pasym“ genannten Stadt, die evangelischerseits jetzt der Diözese Masuren der Evangelisch-Augsburgischen Kirche in Polen und katholischerseits dem Erzbistum Ermland zugeordnet ist.

## Schule
Die Schule wurde in Nareythen während der Regierung König Friedrich Wilhelms I. gegründet. Das Schulgebäude wurde 1936 errichtet.

## Verkehr
Narajty liegt an einer Nebenstraße, die von Pasym (Passenheim) nach Jedwabno (1938 bis 1945 Gedwangen) führt und die beiden Gemeinden Pasym und Jedwabno miteinander verbindet. Pasm ist die nächste Bahnstation und liegt an der Bahnstrecke Olsztyn–Ełk.